# (2523) Ryba
(2523) Ryba es un asteroide perteneciente al cinturón de asteroides, descubierto el 6 de agosto de 1980 por Zdeňka Vávrová desde el Observatorio Kleť, České Budějovice, República Checa.

## Designación y nombre
Designado provisionalmente como 1980 PV. Fue nombrado Ryba en honor al compositor checo Jakub Jan Ryba.